# Thế vận hội Mùa đông 1932
Thế vận hội Mùa đông 1932, tên chính thức là Thế vận hội Mùa đông thứ III, là một sự kiện thể thao mùa đông tổ chức từ 4-15 tháng 2 năm 1932 tại Lake Placid, New York, Hoa Kỳ. Đây là Thế vận hội Mùa đông đầu tiên tổ chức tại Mỹ.

## Các quốc gia tham dự

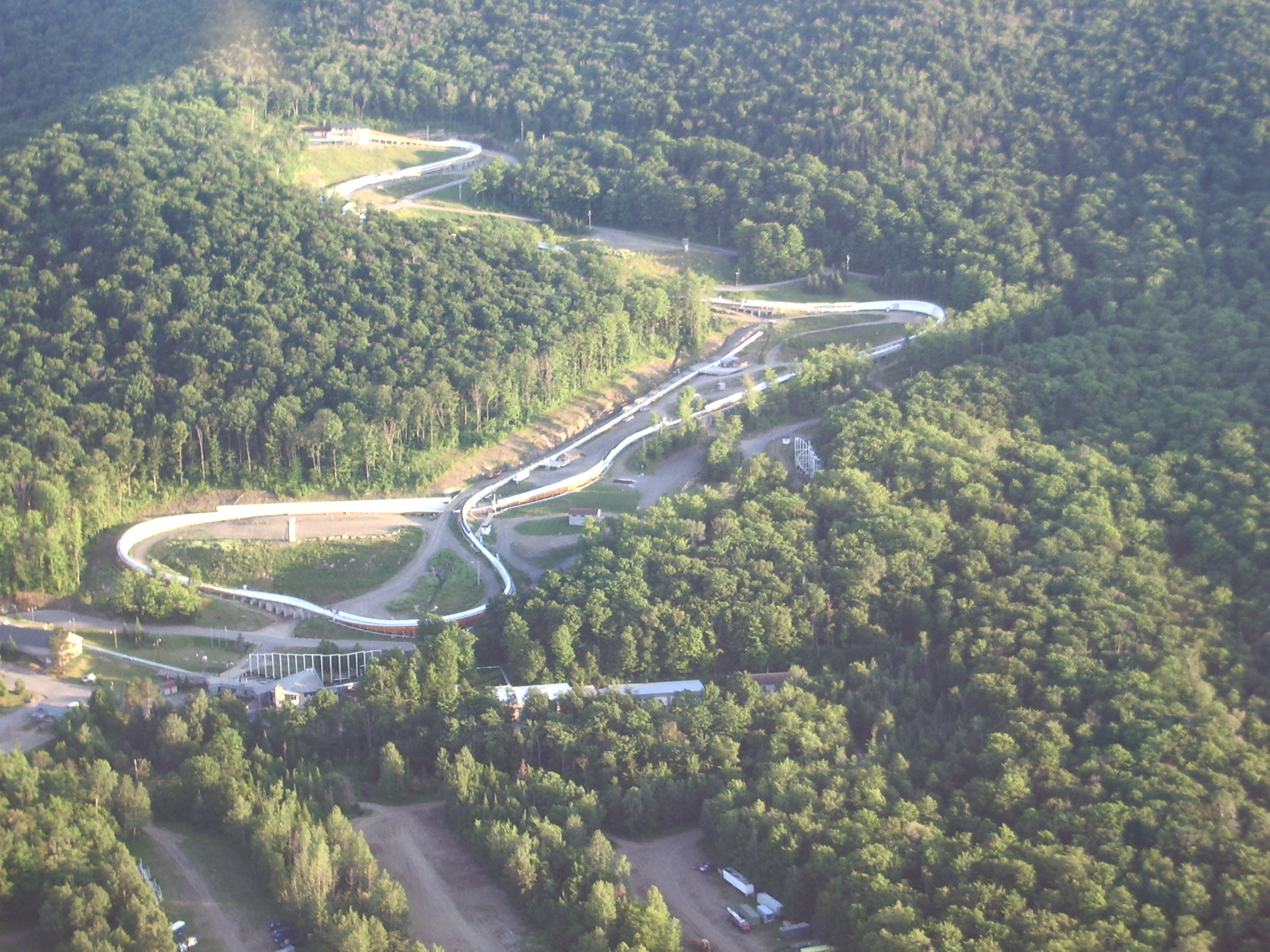
The Olympic Bobsled run from the air

17 quốc gia tham dự sự kiện, giảm so với con số 25 quốc gia năm 1928. Các đoàn Argentina, Estonia, Latvia, Litva, Luxembourg, México, Hà Lan và Nam Tư không tham dự.
| - Áo (AUT) - Bỉ (BEL) - Canada (CAN) - Tiệp Khắc (TCH) - Phần Lan (FIN) - Pháp (FRA) - Đức (GER) - Anh Quốc (GBR) - Hungary (HUN) |  | - Ý (ITA) - Nhật Bản (JPN) - Na Uy (NOR) - Ba Lan (POL) - România (ROU) - Thụy Điển (SWE) - Thụy Sĩ (SUI) - Hoa Kỳ (USA) |

## Tổng huy chương
| 1  | Hoa Kỳ (USA) (chủ nhà) | 8 | 6 | 5 | 19 |
| 2  | Canada (CAN)           | 4 | 4 | 7 | 15 |
| 3  | Na Uy (NOR)            | 3 | 4 | 3 | 10 |
| 4  | Thụy Điển (SWE)        | 1 | 2 | 0 | 3  |
| 5  | Phần Lan (FIN)         | 1 | 1 | 1 | 3  |
| 6  | Áo (AUT)               | 1 | 1 | 0 | 2  |
| 7  | Pháp (FRA)             | 1 | 0 | 0 | 1  |
| 8  | Thụy Sĩ (SUI)          | 0 | 1 | 0 | 1  |
| 9  | Đức (GER)              | 0 | 0 | 2 | 2  |
| 10 | Hungary (HUN)          | 0 | 0 | 1 | 1  |

## Liên kết
- "Lake Placid 1932". Olympic.org. Ủy ban Olympic Quốc tế.
- Lake Placid Visitors Bureau
- Lake Placid Olympic Authority
- The program of the 1932 Lake Placid Winter Olympics Lưu trữ ngày 4 tháng 7 năm 2008 tại Wayback Machine
- III Olympic Winter Games Lake Placid 1932, 1932 Lưu trữ ngày 8 tháng 2 năm 2006 tại Wayback Machine The official report.